# Přáslavice
Přáslavice település Csehországban, a Olomouci járásban. Přáslavice Libavá, Velká Bystřice, Mrsklesy, Daskabát, Svésedlice és Doloplazy településekkel határos. Lakosainak száma 1489 fő (2024. január 1.).

## Népesség
A település lakosságának változását az alábbi diagram mutatja:
| Lakosok száma | 769  | 1139 | 1139 | 1382 | 1324 | 1362 | 1423 | 1429 | 1437 | 1489 |
|               | 1869 | 1900 | 1921 | 1961 | 1980 | 2011 | 2016 | 2019 | 2021 | 2024 |